# 후아이욧군

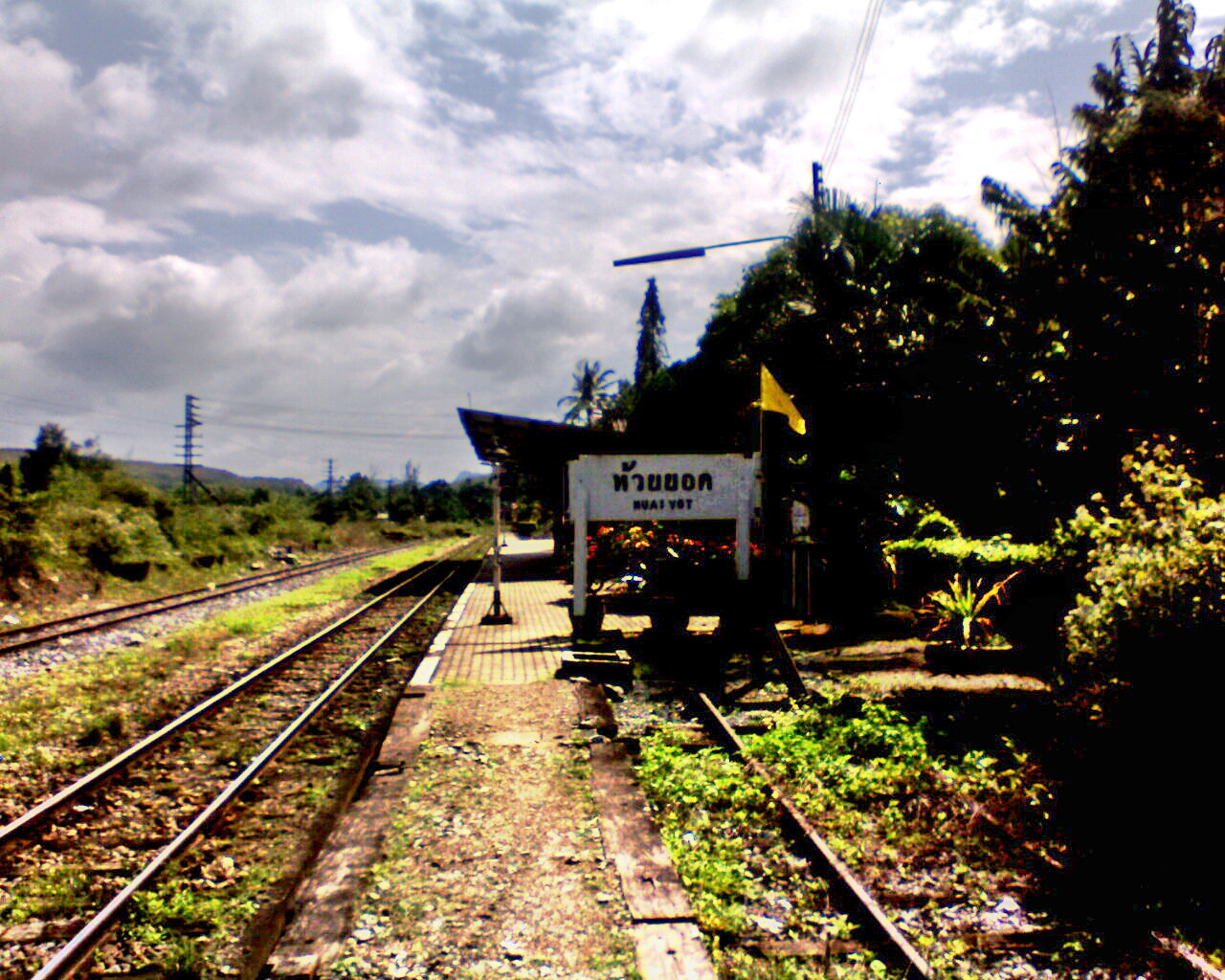

후아이욧군은 뜨랑주의 행정 구역이다. 이 지역의 총 인구 수는 2005년 기준으로 90261명이다. 인구 밀도는 119.8km2이다.